# Orthorisma unicolor
Orthorisma unicolor là một loài bướm đêm trong họ Geometridae.